# انگلیسی ایرلندی
انگلیسی ایرلندی (Hiberno-English یا Irish English) یکی از گویش‌های زبان انگلیسی است که در جزیرهٔ ایرلند بدان سخن گفته می‌شود. گویشوران آن در هر دو کشور ایرلند شمالی و جمهوری ایرلند زندگی می‌کنند.
زبان انگلیسی نخست پس از حمله نورمن‌ها به ایرلند توسط عدهٔ کمی از دهقانان و بازرگانان که از انگلستان آمده بودند سخن گفته می‌شد. پس از حملهٔ تئودور، زبان انگلیسی به‌طور گسترده با زبان ایرلندی جایگزین شد.

## واژگان

### وام واژگان از زبان ایرلندی
| نمونه‌هایی از واژه‌های راه یافته از زبان ایرلندی به این لهجه | نمونه‌هایی از واژه‌های راه یافته از زبان ایرلندی به این لهجه | نمونه‌هایی از واژه‌های راه یافته از زبان ایرلندی به این لهجه |
| واژه                                                       | نقش زبانی                                                  | معنی                                                       |
| ---------------------------------------------------------- | ---------------------------------------------------------- | ---------------------------------------------------------- |
| Abú                                                        | ندا                                                        | هورا برای دوبلین                                           |
| Amadán                                                     | اسم                                                        | احمق                                                       |
| Fáilte                                                     | اسم                                                        | خوش آمدید                                                  |
| Flaithúlach                                                | صفت                                                        | بخشنده                                                     |
| Garsún / gasúr                                             | اسم                                                        | پسر                                                        |
| Gaeltacht                                                  | اسم                                                        | مناطقی که در آن جا زبان ایرلندی زبان رسمی است              |
| Grá                                                        | اسم                                                        | عشق و محبت (نه لزوماً رمانتیک)                              |
| Lúdramán                                                   | اسم                                                        | احمق                                                       |
| Plámás                                                     | اسم                                                        | چاپلوسی                                                    |
| Sláinte                                                    | حرف ندا                                                    | به سلامتی!                                                 |